# أول مولر نيلسن
أول مولر نيلسن (26 نوفمبر 1965 في الدنمارك - ) هو لاعب كرة قدم دانمركي في مركز الهجوم. شارك مع منتخب الدنمارك تحت 17 سنة لكرة القدم ومنتخب الدنمارك تحت 19 سنة لكرة القدم ومنتخب الدنمارك تحت 21 سنة لكرة القدم. أما مع النوادي، فقد لعب مع بولد كلوب 1913 ونادي بوخوم ونادي فايله وRanders Sportsklub Freja ‏ وبولدكلوبن 1909 ‏.

## وصلات خارجية
- أول مولر نيلسن على موقع قاعدة بيانات كرة القدم.إي يو (الإنجليزية)
- أول مولر نيلسن على موقع بيانات كرة القدم. دي إي (الألمانية)
- أول مولر نيلسن على موقع عالم كرة القدم.نت (الإنجليزية)